# Groupe Bruxelles Lambert
Groupe Bruxelles Lambert é uma holding industrial belga que atua em compra de participações em empresas indústriais . É atualmente uma das dez maiores empresas belgas. Faz parte da BEL 20 e foi fundada em 4 de Janeiro de 1902, Em 2012 a empresa tinha ativos totais de 18,1 bilhões de Euros
Participações da GBL nas seguintes empresa em 31 de Dezembro de 2010 foram:
| Empresa            | % do Capital Total | % dos Direitos de Voto |
| ------------------ | ------------------ | ---------------------- |
| Arkema             | 5.0%               | 8.1%                   |
| Engie              | 5.2%               | 5.2%                   |
| Iberdrola          | 0.6%               | 0.6%                   |
| Imerys             | 30.7%              | 37.7%                  |
| Lafarge            | 21.1%              | 24.6%                  |
| Pernod Ricard      | 9.9%               | 9.0%                   |
| Suez Environnement | 7.1%               | 7.1%                   |
| Total              | 4.0%               | 3.7%                   |